# 李欽湊
李欽湊（?—755年），安禄山大將，收為義子。
天寶十四載（755年）安史之亂時，欽湊軍隸常山郡，遣高邈往幽州。二十二日夜，顏杲卿派使袁履謙、參軍馮虔、縣尉李棲默、手力翟萬德等攜酒食妓樂前往慰勞，會飲既醉，杲卿令袁履謙與馮虔、李棲默、翟萬德等殺之，以其首級與高邈、何千年二人，獻於京師。